# Stående höjdhopp

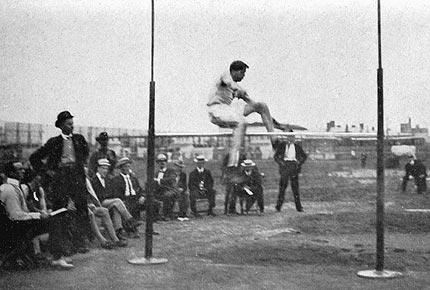
Ray Ewry tävlar i stående höjdhopp vid olympiaden 1904.

Stående höjdhopp är en av tre stående hoppgrenar i friidrott. De andra är stående längdhopp och stående trestegshopp. 
Stående höjdhopp utövas med fördel med samma utrustning som vanligt höjdhopp, med samma ställning, ribba och matta. Stilarna är också desamma som i vanligt höjdhopp och floppstilen är mest framgångsrik. Då står man med ryggen mot ribban och gör ett jämfotahopp upp i luften och lägger sig sedan i brygga över ribban. Stående höjdhopp var en OS-gren mellan 1900 och 1912.
En framstående tävlande i grenen var amerikanen Ray Ewry som tog OS-guld i grenen fyra år i rad mellan 1900 och 1908. Urho Kekkonen, sedermera Finlands president, tävlade i sin ungdom i stående höjd.

## Världsrekord
Det senaste noterade officiella världsrekordet i stående höjdhopp är på 165.5 centimeter, och togs av amerikanen Ray Ewry i Paris OS år 1900. Från och med 1912 noteras inga officiella världsrekord i stående höjdhopp, men svensken Rune Almén tog 3 maj 1980 i Karlstad[källa behövs] svenskt rekord på 190 centimeter, vilket också är det inofficiella världsrekordet i stående höjdhopp.